# Diversx
Diversx: Laboratorio de arte LGBT+, también conocido como Diversa, es un centro cultural y un proyecto de activismo sin fines de lucro, fundado en 2018 por la artista visual Alicia Cruz en el estado de Aguascalientes. Es un espacio que fue creado para fortalecer la cultura, el arte contemporáneo y compartir activismo LGBT+ con la comunidad hidrocálida.
El proyecto se divide en tres partes, un laboratorio de arte, el Festival Cultural Marica y Desviadxs Archivx de la diversidad hidrocálida y de identidades un programa de residencias.

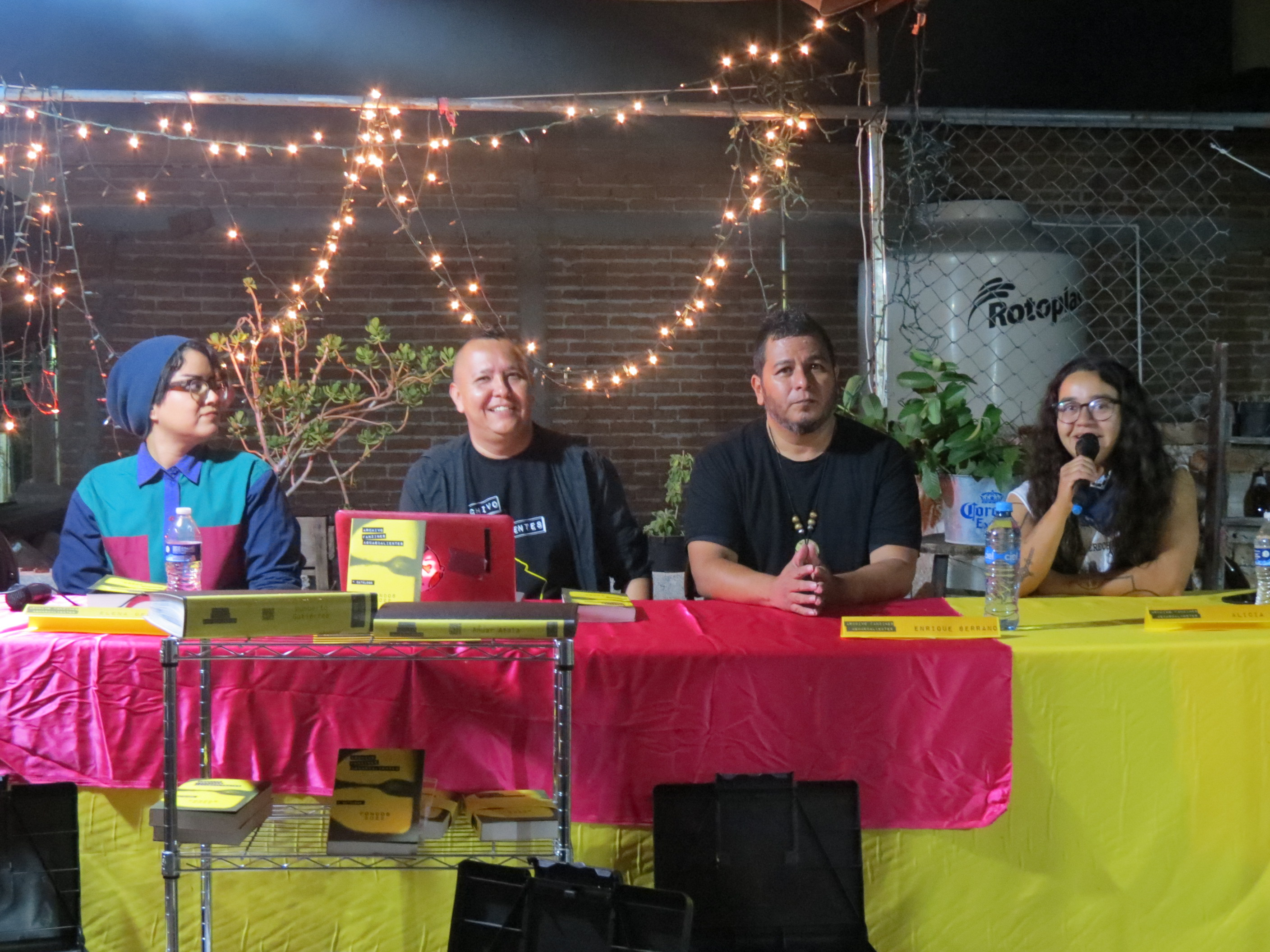
Presentación del Archivo de Fanzines de Aguascalientes en Diversx, 2022

## Diversx: Laboratorio de arte
El laboratorio de arte Diversx nació principalmente como un espacio de experimentación de temas artísticos relacionados con género, identidad y cuestiones disidentes, especialmente para mostrar el trabajo de artistas de la comunidad LGBT+.
Diversx nació debido a que Alicia Cruz notó que en Aguascalientes no había espacios culturales y artísticos que tomaran en cuenta a la diversidad sexual o a la comunidad LGBT+. A partir de la creación del espacio en 2018, Alicia Cruz propuso general un centro cultural en el que las expresiones artísticas de la comunidad LGBT+ tuvieran cabida.
Diversx surgió como espacio en la colonia España, de Aguacalientes, a partir de que Alicia Cruz resulta ganadora del premio Dolores Jiménez y Muro, de la Comisión Estatal de los Derechos Humanos, en el año 2018.
Más tarde, en 2023, se anunció que el espacio se mudaría al Barrio de San Marcos.

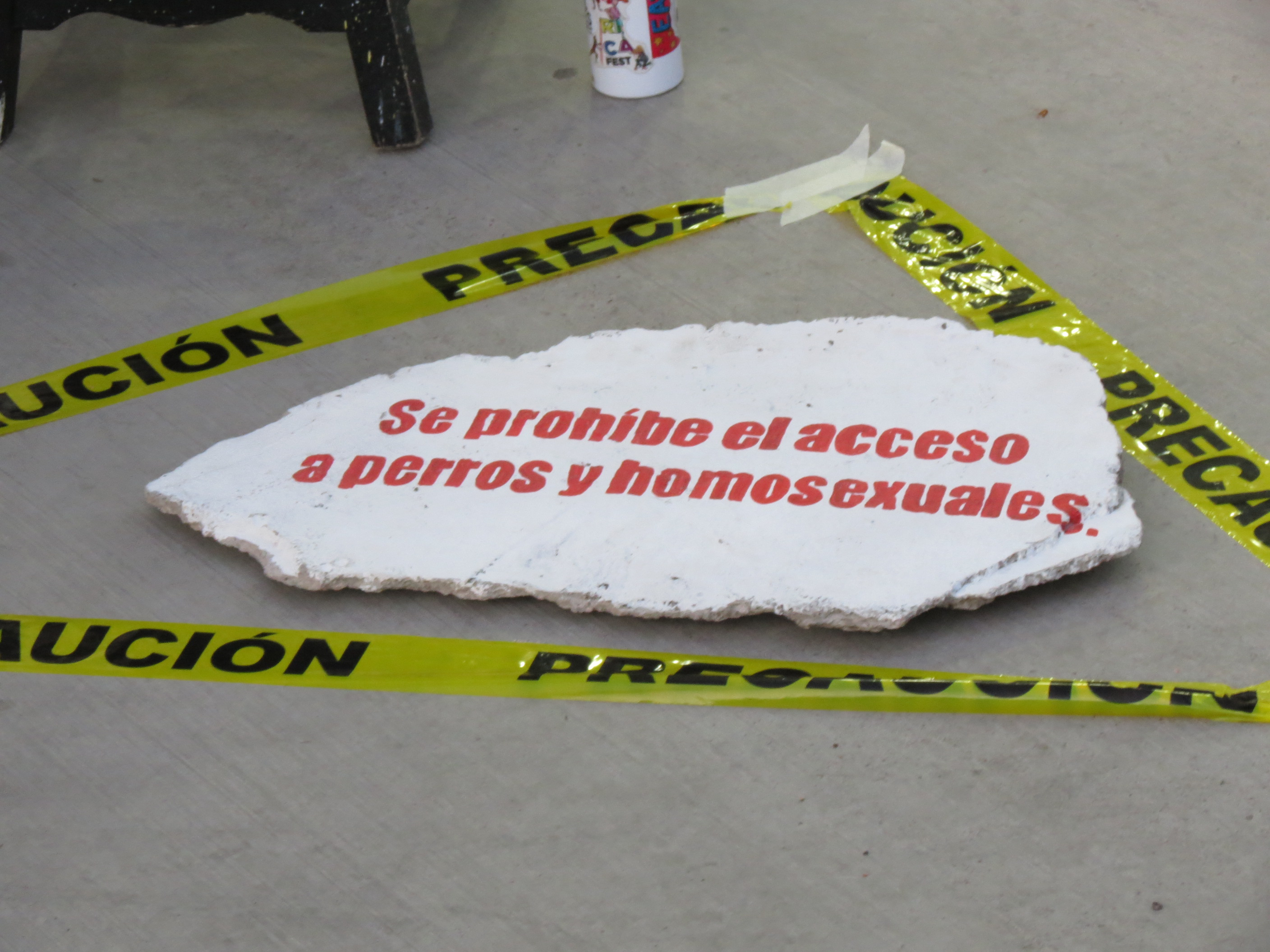
Recreación de un letrero que se ubicó en el balneario Ojocaliente, Aguascalientes

## Festival Cultural Marica
El Festival Cultural Marica se planteó como un espacio cultural, artístico y de derechos humanos. Fue llevado a cabo por primera vez del 20 al 22 de agosto de 2018, esto para rememorar cuando el 24 de agosto del 2000 en un balneario de Ojocaliente se puso un letrero que decía “Se prohíbe la entrada a perros y homosexuales”. Se planteó utilizar la palabra 'marica', la cual suele tener una carga peyorativa hacia las personas de la comunidad LGBT+, pero para resignificarla y tomarla con orgullo.
La intención de llamarlo Festival Marica fue la de también utilizar esas palabras que de pronto son muy agresivas y peyorativas hacia la comunidad LGBT y tomarlas y enorgullecerte de que sí, somos maricas.
Este espacio fue un lugar para que las personas de la comunidad LGBT+ pudieran tomar las calles, al ser un Festival nómada que se realiza al aire libre. Incluye obras de teatro, conferencias, proyecciones cinematográficas y otras actividades.
En 2019, durante la segunda emisión del festival, se planteó la realización de manera itinerante, utilizando diversos lugares del centro de Aguascalientes, como la plaza de armas, el jardín del congreso, el exterior de la Biblioteca Jaime Torres Bodet, el Mercado Terán y otros espacios callejeros. En esta ocasión participaron 50 personas de Ciudad de México, Guanajuato, Zacatecas y Aguascalientes.
En 2022, en la quinta edición del festival, se anunciaron diversas actividades artísticas y culturales, que se llevarían a cabo en distintos espacios del centro, como el Patio de las Jacarandas, la Casa de la Cultura y el centro cultural Aquelarre.

## Desviadxs. Archivx de la diversidad Hidrocálida y de identidades un programa de residencias
Desviadxs es un archivo que se dedica al rescate y a la re (de) construcción de la historia del movimiento LGBT+ de Aguascalientes mediante dos espacios, uno documental y otro para lo contemporáneo.